# Stazione di Crocetta (Sant'Agata Bolognese)
La stazione di Crocetta era una fermata ferroviaria posta lungo la ferrovia Bologna-Verona. Serviva il centro abitato di Crocetta, frazione del comune di Sant'Agata Bolognese.